# El Porvenir, Ursulo Galván
El Porvenir är en ort i Mexiko.   Den ligger i kommunen Ursulo Galván och delstaten Veracruz, i den sydöstra delen av landet, 290 km öster om huvudstaden Mexico City. El Porvenir ligger 15 meter över havet och antalet invånare är 370.
Terrängen runt El Porvenir är platt. En vik av havet är nära El Porvenir österut. Runt El Porvenir är det ganska tätbefolkat, med 172 invånare per kvadratkilometer. Närmaste större samhälle är Ursulo Galván, 2,4 km söder om El Porvenir. Trakten runt El Porvenir består till största delen av jordbruksmark.